# Sherlock Holmes kalandjai (televíziós sorozat)
A Sherlock Holmes kalandjai egy brit krimisorozat, ami Sir Arthur Conan Doyle novelláinak feldolgozása. A főszerepet Jeremy Brett alakította, míg dr. Watson szerepét két évadon át David Burke, később a sorozat végéig Edward Hardwicke játszotta.

## A sorozat
A sorozat 1984. április 24-től 1994. április 11-ig tartott. A sorozatot, hűen Conan Doyle-hoz, mindig más szériacímen adták:
- Sherlock Holmes kalandjai
- Sherlock Holmes visszatér
- Sherlock Holmes naplójából
- Sherlock Holmes emlékiratai.

Azonkívül öt, kétszer hosszabb film is megjelent.

## Magyar hangok
| Szerep              | Színész                      | Magyar hang (MTV, 1. évad) | Magyar hang (TV3/Videovox) |
| ------------------- | ---------------------------- | -------------------------- | -------------------------- |
| Sherlock Holmes     | Jeremy Brett                 | Sinkó László               | Tahi Tóth László           |
| Dr. John Watson     | David Burke Edward Hardwicke | Vajda László               | Szersén Gyula              |
| Mycroft Holmes      | Charles Gray                 | N/A                        | Csurka László              |
| Mrs. Hudson         | Rosaline Williams            | N/A                        | Győri Ilona                |
| Lestrade felügyelő  | Colin Jeavons                | N/A                        | Ujréti László              |
| Moriarty professzor | Eric Porter                  | N/A                        | N/A                        |

## Epizódok
Sherlock Holmes kalandjai (1984–1985)
- 1. Botrány Csehországban (A Scandal in Bohemia)
- 2. A táncoló emberkék (The Dancing Men)
- 3. A tengerészeti szerződés (The Naval Treaty)
- 4. A magányos biciklista (The Solitary Cyclist)
- 5. A nyomorék (The Crooked Man)
- 6. A pöttyös szalag (The Speckled Band)
- 7. A kék karbunkulus (The Blue Carbuncle)
- 8. A Vérbükk kastély (The Copper Beeches)
- 9. A görög tolmács (The Greek Interpreter)
- 10. A Norwood-i építész (The Norwood Builder)
- 11. A rettegő beteg (The Resident Patient)
- 12. A vöröshajúak klubja (The Red-Headed League)
- 13. A végső probléma (The Final Problem)

Sherlock Holmes visszatér (1986–1988)
- 14. Az üres ház (The Empty House)
- 15. Gyilkosság az Abbey Grange-ban (The Abbey Grange)
- 16. A Musgrave-rítus (The Musgrave Ritual)
- 17. A másik vérfolt (The Second Stain)
- 18. A ferde szájú férfi (The Man with the Twisted Lip)
- 19. Szökés az internátusból (The Priory School)
- 20. A hat Napóleon (The Six Napoleon)
- 21. A Négyek Jele (The Sign of Four)
- 22. Az ördög patája (The Devil's Foot)
- 23. Ezüstcsillag (Silver Blaze)
- 24. San Pedro tigrise (Wisteria Lodge)
- 25. Az ellopott tervrajzok (The Bruce-Partington Plans)
- 26. A sátán kutyája (The Hound of the Baskervilles)

Sherlock Holmes naplójából (1991–1993)
- 27. Lady Frances Carfax eltűnése (The Disappearance of Lady Frances Carfax)
- 28. A Thor híd rejtélye (The Problem of the Thor Bridge)
- 29. Shoscombe Hercege (Shoscombe Old Place)
- 30. A Boscombe-völgyi rejtély (The Boscombe Valley Mystery)
- 31. Az előkelő ügyfél (The Illustrious Client)
- 32. A rejtélyes idegen (The Creeping Man)
- 33. A mesterzsaroló (The Master Blackmailer)
- 34. Az utolsó vámpír (The Last Vampyre)
- 35. Az aranyifjú (The Eligible Bachelor)

Sherlock Holmes emlékiratai (1994)
- 36. A háromormú ház (The Three Gables)
- 37. A haldokló detektív (The Dying Detective)
- 38. Az aranycvikker (The Golden Pince-Nez)
- 39. A Vörös Kör (The Red Circle)
- 40. A Mazarin-gyémánt (The Mazarin Stone)
- 41. Karácsonyi ajándék (The Cardboard Box)